# The Man in the White Van
The Man in the White Van is een Amerikaanse thrillerfilm uit 2023 geregisseerd, geschreven en mede geproduceerd door Warren Skeels. De film ging op 14 oktober 2023 in première tijdens het Newport Beach Film Festival.

## Verhaal
De film speelt zich af in de jaren 70 en volgt de jonge Annie. Ze is een meisje dat vol in het leven staat, maar dit verandert wanneer haar wereld ondersteboven wordt gezet door een mysterieuze man in een witte bestelwagen.

## Rolverdeling
| acteur          | personage        |
| --------------- | ---------------- |
| Madison Wolfe   | Annie            |
| Brec Bassinger  | Margaret         |
| Skai Jackson    | Patty            |
| Gavin Warren    | Daniel           |
| Ali Larter      | Hellen           |
| Sean Astin      | William          |
| Noah Lomax      | Mark             |
| Addison Riecke  | Joanna           |
| Darrius Thomas  | Charlie          |
| Dylan Summerall | Kyle             |
| Patrick Kirton  | Jim              |
| Stacy Ann Rose  | moeder van Patty |

## Achtergrond
De horrorfilm werd geregisseerd en mede geproduceerd door Warren Skeels, hij werd voor de productie bijgestaan door producenten Anne Marie Gillen, Terri Lubaroff, Michael Nole en Paul Scanlan. Daarnaast verzorgde Skeels in samenwerking met Sharon Y. Cobb voor het scenario, dat deels gebaseerd is op waargebeurde verhalen in Florida in 1975. Hoofdrollen in de film waren weggelegd voor onder anderen Madison Wolfe, Skai Jackson en Gavin Warren.

## Release en ontvangst
The Man in the White Van ging op 14 oktober 2023 in première tijdens het Newport Beach Film Festival. De film zal echter ruim een jaar later, gepland op 13 december 2024, in de bioscopen uitgebracht worden. De film werd door de recensenten in het algemeen goed ontvangen. Op Rotten Tomatoes heeft de film een score van 67% op basis van 12 beoordelingen.